# Pinckney Benton Stewart Pinchback
Pinckney Benton Stewart Pinchback (Macon, 10 maggio 1837 – Washington DC, 21 dicembre 1921) è stato un politico statunitense, è stato il primo afroamericano nella storia ad essere governatore di uno stato federato dal 1872 al 1873.